# Río Navazamplón
El  río Zamplón , también llamado en su cabecera Navazamplón o de la Margá de la Cruz nace al oeste del Cerro de Cabeza Mesá (1676 m) y del Cerro Torrejón (1636 m) en la Sierra de Ávila, corriendo en su tramo inicial hacia el oeste antes de girar hacia el norte por los pagos de La Joyuela y Mata la Burra, en el término municipal de Vadillo de la Sierra en la provincia de Ávila; continua por El Pesquerón, La Mancera, La Cruz y La Margá; entra en el término de San Juan del Olmo por Cañada Blanca, Pozo de los Lobos, Cañada de la Estepa, El Piloncillo y San Adrián; entra por el pago de Los Rincones en el término de Hurtumpascual.Es atravesado a la altura de Hurtumpascual por la Cañada Real Soriana Occidental; Ya en el casco urbano recibe las aguas del arroyo de Gamonal o de Mataburros, que poco antes se ha represado en el Embalse de Gamonal, en Gamonal de la Sierra, que nace al sur del Atalayón (1502 m) que recibe también las aguas del arroyo Manceruelas en el término municipal de San Juan del Olmo.
Pasado Hurtumpascual el Navazamplón atraviesa al oeste los términos municipales  de Viñegra de la Sierra, Blascojimeno, Gallegos de Sobrinos, Mirueña de los Infanzones, San García de Ingelmos y Mancera de Arriba; deja la provincia de Ávila y entra en la de Salamanca y pasa por Mancera de Abajo y Bóveda del Río Almar donde desemboca en el río Almar, afluente del río Tormes.